# Fonds Vandeul
Le Fonds Vandeul est un fonds d'archives relatif à Denis Diderot.
D'abord transmis aux descendants de l'écrivain - les Vandeul -, il demeure inconnu des éditeurs de l'œuvre de l'écrivain au XIXe siècle et finit par tomber dans l'oubli. Il n'est retrouvé qu'en 1949 par Herbert Dieckmann qui en a établi un inventaire. Son exploitation a fortement développé et amélioré la connaissance de la vie et de l’œuvre de Diderot.

### Comptes rendus de l'inventaire publié
- Y. François, Revue d'histoire des sciences et de leurs applications, 1952 (vol. 5), n° 1, p. 91.
- Roland Mortier, Revue belge de philologie et d'histoire, 1952 (vol. 30), n° 3-4, p. 887-889 .

### Autres publications
- (en) Herbert Dieckmann, « The Importance of the "Fonds Vandeul" Manuscripts for Studies of Diderot and the Eighteenth Century », Bulletin of the American Academy of Arts and Sciences, vol. 3, no 8,‎ mai 1950
- Jacques Chouillet, « Herbert Dieckmann : historien et philosophe des Lumières », Recherches sur Diderot et sur l'Encyclopédie, no 6,‎ 1989, p. 7-52 (lire en ligne).